# デブレツェン - ニールバートル - マーテーサルカ線
デブレツェン - ニールバートル - マーテーサルカ線（ハンガリー語;Debrecen–Nyírbátor–Mátészalka-vasútvonal）は、ハンガリー国鉄の鉄道線の名称である。路線番号は110。

## 運行形態[1]

### 特急「インターシティ(IC)」
- クラスナ号：　ブダペスト - デブレツェン - マーテーサルカ - フェヘールジャルマト
一日1往復運行する。デブレツェン以西は、ザーホニ方面発着の車両と併結して100号線に直通する。マーテーサルカ以北は113号線に直通する。西行に限り、ニールバートル - アラドヴァーニプスタ間の各駅とハイドゥーシャームション、ドンボスタニャ、チャポーケルトに停車する。
2021年度以前はブダペスト - マーテーサルカ間の運行であった。2023年度以前は西行も東行と同じ停車駅であったが、2024年度よりニールミハーイディ、アラドヴァーニプスタ、ハイドゥーシャームション、ドンボスタニャ、チャポーケルトの5駅が、2024年4月のダイヤ改正でニールボガート、ニールゲルシェが停車駅に追加された。

### 普通
- ザイタ → マーテーサルカ → デブレツェン → ブダペスト　【日曜運行】
日曜日のみ、片道1本運行する。マーテーサルカ以東は113号線から直通する。ニールメッジェシュとニールチャーサーリを通過する他、ニーラドニ - チャポーケルト間はハイドゥーシャームションにのみ停車していた。
2023年度以前は、区間特急(S)として運行していた。デブレツェン以西100号線に直通し、チャポーケルトを通過していた他、デブレツェンからフェリヘジ（ブダペスト市内）までノンストップであった。

- デブレツェン - マーテーサルカ - フェヘールジャルマト
2時間に1本の運行。マーテーサルカ以東は113号線に直通する。
過去の運行形態
2020年以前は、ティスタヴィーズにも大部分が停車していた他、タマーシプスタ、アラドヴァーニプスタ以外は全列車停車であった。
2021年度より、ティスタヴィーズは全列車通過となった。
2022年度より、アパファ、ニールミハーイディ、ニールゲルシェ、ニールチャーサーリ、ホダース、ニールメッジェシュの各駅に通過の列車が設定された。
2024年度より、チャポーケルト通過の列車が設定された。

## 駅一覧
以下では、ハンガリー国鉄110号線の駅と営業キロ、停車列車、接続路線などを一覧表で示す。
- 種別
  - IC：特急「インターシティ」
  - Sz：普通
- 停車駅
  - ■印：全列車停車
  - ●印：大部分停車、一部通過
  - ○印：大部分通過、一部停車
  - ｜印：全列車通過

| 路線名 | 駅名                            | 駅間営業キロ | 累計営業キロ | IC | Sz | 接続路線 | 所在地                         | 所在地                 |
| ------ | ------------------------------- | ------------ | ------------ | -- | -- | --- | ------------------------------ | ---------------------- |
| 100    | デブレツェン駅                  | -            | 0            | ■  | ■  | 100号線（ブダペスト方面） 105号線（ニーラーブラーニ方面）、106号線（ナジケレキ方面） 108号線（フュゼシャボニ方面）、109号線（ティサレク方面） | ハイドゥー・ビハール県         | デブレツェン郡         |
| 100    | デブレツェン・チャポーケルト駅  | 3            | 3            | ○  | ●  | | ハイドゥー・ビハール県         | デブレツェン郡         |
| 110    | アパファ駅                      | 5            | 8            | ｜ | ●  | 100号線（ザーホニ方面） | ハイドゥー・ビハール県         | デブレツェン郡         |
| 110    | ドンボシュタニャ駅              | 6            | 14           | ○  | ●  | | ハイドゥー・ビハール県         | デブレツェン郡         |
| 110    | ハイドゥーシャームション駅      | 4            | 18           | ○  | ■  | | ハイドゥー・ビハール県         | ハイドゥーハドハーズ郡 |
| 110    | タマーシプスタ駅                | 4            | 22           | ｜ | ●  | | ハイドゥー・ビハール県         | ハイドゥーハドハーズ郡 |
| 110    | ティスタヴィーズ駅（休止中 *1） |              | (24)         | ｜ | ｜ | | ハイドゥー・ビハール県         | ハイドゥーハドハーズ郡 |
| 110    | アラドヴァーニプスタ駅          | 5            | 27           | ○  | ●  | | ハイドゥー・ビハール県         | ハイドゥーハドハーズ郡 |
| 110    | ニーラドニ駅                    | 6            | 33           | ■  | ■  | | ハイドゥー・ビハール県         | ハイドゥーハドハーズ郡 |
| 110    | ニールミハーイディ駅            | 6            | 39           | ○  | ●  | | サボルチ・サトマール・ベレグ県 | ニールバートル郡       |
| 110    | ニールゲルシェ駅                | 3            | 42           | ○  | ●  | | サボルチ・サトマール・ベレグ県 | ニールバートル郡       |
| 110    | ニールボガート駅                | 8            | 50           | ○  | ■  | | サボルチ・サトマール・ベレグ県 | ニールバートル郡       |
| 113    | ニールバートル駅                | 5            | 55           | ■  | ■  | 113号線（ニーレジハーザ方面） | サボルチ・サトマール・ベレグ県 | ニールバートル郡       |
| 113    | ニールチャーサーリ駅            | 8            | 63           | ｜ | ●  | | サボルチ・サトマール・ベレグ県 | ニールバートル郡       |
| 113    | ホダース駅                      | 4            | 67           | ｜ | ●  | | サボルチ・サトマール・ベレグ県 | マーテーサルカ郡       |
| 113    | ニールメグジェシュ駅            | 5            | 72           | ｜ | ●  | | サボルチ・サトマール・ベレグ県 | マーテーサルカ郡       |
| 113    | マーテーサルカ駅                | 6            | 78           | ■  | ■  | 111号線（ザーホニ方面） 113号線（フェヘールジャルマト方面）、115号線（ティボルサーラーシュ方面）                                              | サボルチ・サトマール・ベレグ県 | マーテーサルカ郡       |

(*1) 2020年12月以降休止。